# Derțen, Muncaci
Derțen (în ucraineană Дерцен) este o comună în raionul Muncaci, regiunea Transcarpatia, Ucraina, formată numai din satul de reședință.

## Demografie
Componența lingvistică a comunei Derțen
     Maghiară (97,82%)
     Ucraineană (1,58%)
     Alte limbi (0,23%)
Conform recensământului din 2001, majoritatea populației comunei Derțen era vorbitoare de maghiară (97,82%), existând în minoritate și vorbitori de ucraineană (1,58%).